# Új Életet a Családoknak
Az Új Életet a Családoknak (röviden Családszolgálat) olyan ökumenikus keresztény lelkiség, amely céljának tekinti a házasságok, családok lelki támogatását.

## Története

### Németországi gyökerek
- 1981. Donald Kirkby, nyugdíjas új-zélandi lelkész, a protestáns alapítású, ökumenikus keresztény Fiatalok Krisztusért Mozgalom (YFC - Youth for Christ) munkatársa megkezdi Németországban családszolgálati munkáját. Az első két családhetet Schloß Hurlachban vezeti.
- 1984. A Munkatársak összegyűjtése után megalakul a Fiatalok Krisztusért Mozgalom "Új Élet - új családok" szolgálatának csoportja az NSZK-ban.
- 1986. Elkezdődik a szolgálat az NDK-ban.
- 1987. Önálló egyesületet alapítanak.
- 1989. Helyi vezetőket választanak. Képzések indulnak az NDK-ban.
- 1990. Jogi okok miatt nevük „Új Életet a családoknak”-ra változik.
- 1994. Elindul a családszolgálat Ausztriában.

### Magyarországi történetük
- 1995 szeptemberében két magyar házaspárt vendégül lát az ausztriai családszolgálat Stadlban. Felmerül, hogy Magyarországon is szükség lenne ilyen munkára.
- 1996 márciusában megrendezik az első magyarországi Házasszemináriumot Ménfőcsanakon, Hanspeter Hofinger tartja az előadásokat. Még ebben az évben két másik szeminárium követte, Sopronban és Iszkaszentgyörgyön.
- 1997 végén megszületett a német újság magyar változata is, a „TIPPEK Keresztény Családoknak”, mely azóta is megjelenik évi 3–4 alkalommal, 1000 példányban.
- 1998. Megalakul az iroda.
- 1999. Megalakul az „Új Életet a családoknak” magyarországi alapítványa.

## Tevékenysége
Egy napos és egész hétvégés programokat tartanak a házasságra készülők, házaspárok, családok, és családtagok keresztény szellemű lelki támogatása céljából:
- "Készülünk a házasságra" hétvége jegyeseknek, házasság előtt álló együtt járóknak
- "Start a házasságban" hétvége azoknak, akik közvetlenül esküvő előtt állnak, ill. egy-két éve házasok.
- "Én vágyaim, Te vágyaid" hétvége házasoknak
- "Lendületben a házasságunk" szeminárium házasoknak. Témái: házastársi kommunikáció, a közös lelki fejlődés, a megbocsátás, az örömteli szexualitás.
- "Egymást jobban megérteni" szeminárium házasoknak
- Romantikus hétvége házasoknak
- Házas esti kurzus: 10 estéből álló tevékeny program házasoknak, ahol a hétköznapok keresztény szellemű pozitív szokásainak begyakorlására van lehetőség, beszélgetős, gondolatébresztő esték keretében.
- Anya–lánya szeminárium: Az anya és leánya közötti jó kapcsolat a leány nővé válása szempontjából. Közös imádság, beszélgetés, kreatív tevékenység, játék. Lányok korhatára: 12–16 éves korig.
- Apa–lánya hétvége: Apa és lánya közti kapcsolat. Program: közös beszélgetés, Istenre figyelés. Minden szülő egy gyermekét hozhatja magával. Lányok korhatára: 8 éves kortól (felső korhatár nincs). Többször részt lehet venni apa-lánya hétvégén ugyanazzal a gyerekkel, vagy másikkal.
- Apa–fia hétvége: Apa és fia közti kapcsolat. Program: akadályverseny, játék és beszélgetések, közös imádság. Minden apa egy fiát hozhatja el a hétvégére. Fiúk korhatára: 8 éves kortól (felső korhatár nincs). Többször is részt lehet venni apa-fia hétvégén ugyanazzal a gyerekkel, vagy másikkal.
- Családnap: Egy napos rendezvény, ahol a házassággal, gyermekneveléssel kapcsolatos témákat tárgyalják. Az előadásokat kiscsoportos megbeszélések követik.
- Lelkinap férfiaknak
- Lelkinap nőknek: Egy napos találkozó, melyen nők beszélnek, tesznek tanúságot nőknek.
- Női kényeztető hétvége

Ezek mellett évente egyszer családtábort szerveznek.